# Muro de sirga do Tejo

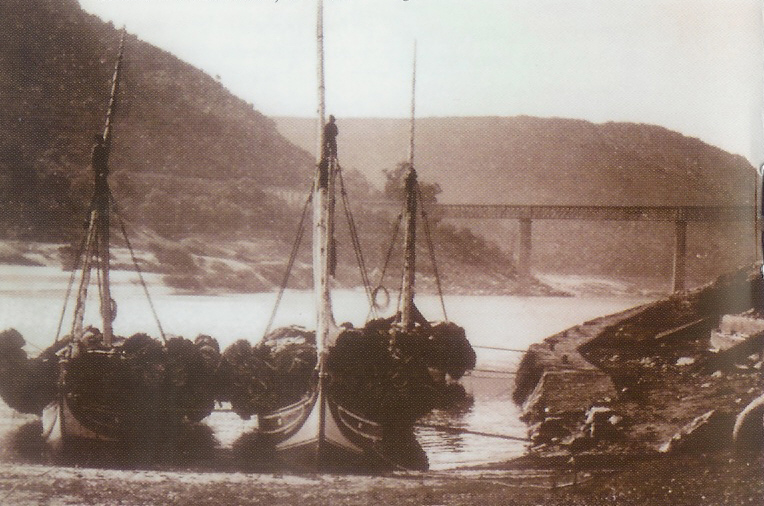
Barcos à vela com carregamento de cortiça no cais do Porto do Tejo e antigo muro de sirga

Os muros de sirga do Tejo foram outrora essenciais para a navegação fluvial até ao Porto do Tejo, em Vila Velha de Ródão. Durante a dominação filipina a navegação fluvial no Tejo terá mesmo chegado até Toledo.
Com a construção do caminho-de-ferro até Abrantes e posteriormente, em 1891, com a abertura da linha da Beira Baixa, os muros de sirga do Tejo foram perdendo utilidade, tendo sido mais tarde parcialmente submergidos pelas albufeiras das barragens de Belver e de Fratel, concluídas em 1952 e 1973, respectivamente.
No curso médio do Tejo em território português são ainda visíveis acima do nível de enchimento das albufeiras das barragens alguns troços de muros de sirga, agora reconvertidos para actividades de lazer (Passadiços da Barca da d'Amieira).